# Hiroshi Hirakawa
Hiroshi Hirakawa (平川 弘 Hirakawa Hiroshi?,  nacido el 10 de enero de 1965 en Kanagawa) es un exfutbolista japonés que se desempeñaba como defensa.
Hirakawa jugó 13 veces para la Selección de fútbol de Japón entre 1985 y 1992.

## Trayectoria

### Clubes
| Club              | País  | Año         |
| ----------------- | ----- | ----------- |
| Yokohama Marinos  | Japón | 1987 - 1994 |
| Yokohama Flügels  | Japón | 1995        |
| Consadole Sapporo | Japón | 1996        |

### Selección nacional
| Selección | País  | Año         |
| --------- | ----- | ----------- |
| Absoluta  | Japón | 1985 - 1992 |

## Estadística de equipo nacional
| Selección de Japón | Selección de Japón | Selección de Japón |
| Año                | Part.              | Goles              |
| ------------------ | ------------------ | ------------------ |
| 1985               | 6                  | 0                  |
| 1986               | 0                  | 0                  |
| 1987               | 0                  | 0                  |
| 1988               | 4                  | 0                  |
| 1989               | 2                  | 0                  |
| 1990               | 0                  | 0                  |
| 1991               | 0                  | 0                  |
| 1992               | 1                  | 0                  |
| Total              | 13                 | 0                  |

## Palmarés

### Títulos nacionales
| Título                   | Club             | País  | Año       |
| ------------------------ | ---------------- | ----- | --------- |
| Copa Japan Soccer League | Nissan Motors    | Japón | 1988      |
| Copa del Emperador       | Nissan Motors    | Japón | 1988      |
| Japan Soccer League      | Nissan Motors    | Japón | 1988-1989 |
| Copa Japan Soccer League | Nissan Motors    | Japón | 1989      |
| Copa del Emperador       | Nissan Motors    | Japón | 1989      |
| Japan Soccer League      | Nissan Motors    | Japón | 1989-1990 |
| Copa Japan Soccer League | Nissan Motors    | Japón | 1990      |
| Copa del Emperador       | Nissan Motors    | Japón | 1991      |
| Copa del Emperador       | Yokohama Marinos | Japón | 1992      |